# Stacie Passon
Stacie Passon (* 10. Oktober 1969 in Detroit, Michigan) ist eine US-amerikanische Regisseurin, Drehbuchautorin und Filmproduzentin. Ihr erster Film Concussion – Leichte Erschütterung wurde beim Sundcance Film Festival 2013 vorgestellt und gewann im gleichen Jahr einen Teddy-Award--Jury-Preis bei den Internationalen Filmfestspielen Berlin 2013.

## Leben
Passon wurde als zweite Tochter von Steve and Michelle Passon geboren und studierte am Columbia College Chicago, wo sie 1993 ihren Abschluss erlangte. Sie ist Jüdin. Mit ihrer Ehefrau, der Marketingleiterin Alyson Shapero und den gemeinsamen Kindern Micah (* 2002) und Maren Shapero (* 2005) lebt sie in Montclair, New Jersey.

## Karriere
Passon begann ihre Karriere als Regisseurin und Produzentin von Werbespots, u. a. im Auftrag von Atlantic Records, Donna Karan, Ralph Lauren und Sony Music. 2013 wurde sie für Concussion – Leichte Erschütterung für den Gotham Award für Beste Nachwuchsregie und den Independent Spirit Award für das beste Debüt nominiert. Der Film gewann den GLAAD Media Award for Outstanding Film – Limited Release und einen Teddy Award Jury-Preis bei den Internationalen Filmfestspielen Berlin 2013.
Passon führte Regie bei zwei Episoden der mit dem Primetime Emmy Award ausgezeichneten Dramedy-Serie Transparent. 2016 fungierte sie als Executive Producer der Komödie Women Who Kill.
2017 übernahm Passon die Verfilmung von Wir haben immer schon im Schloss gelebt, basierend auf der gleichnamigen Romanvorlage von Shirley Jackson.
Ihr nächstes Projekt ist das Familiendrama Strange Things Started Happening. Die Produktion erfolgt in Zusammenarbeit mit dem Sundance Institut und dem Tribeca Film Institut. Passon schreibt das Drehbuch selbst.

## Filmografie

### Regie

#### Filme
- 2013: Concussion – Leichte Erschütterung (Concussion)
- 2018: We Have Always Lived in the Castle

#### Fernseh-Serien
- 2015–2016: Transparent (Fernsehserie, 2 Episoden)
- 2017: The Last Tycoon (Fernsehserie, Episode A Brady-American Christmas)
- 2017: Halt and Catch Fire (Fernsehserie, Episode Tonya and Nancy)
- 2018: The Path (2 Episoden)
- 2018: Billions (Episode „Icebreaker“)
- 2019: The Punisher (Fernsehserie, Episode One-Eyed-Jacks)
- 2019: American Gods (Fernsehserie, Episode The Greatest Story Ever Told)
- 2019: The Society (Fernsehserie, Episode Drop by Drop)
- 2019: Stadtgeschichten (Tales of the City, Fernsehserie, 2 Episoden)
- 2019–2021: Dickinson (4 Episoden)
- 2022: The Serpent Queen (4 Episoden)
- 2023: Tiny Beautiful Things (2 Episoden)

### Drehbuch
- 2013: Concussion – Leichte Erschütterung (Concussion)
- 2018: Wir haben immer schon im Schloss gelebt (We Have Always Lived in the Castle)

### Produktion
- 2016: Women Who Kill
- 2013: Futurestates (Fernsehserie, Episode Elliot King is Third)